# Chatham Marconi Maritime Center
Das Chatham Marconi Maritime Center (CMMC) ist ein funktechnisches Museum in den Vereinigten Staaten, das dem Andenken an den italienischen Radiopionier Guglielmo Marconi (1874–1937) gewidmet ist, der im Jahr 1914 hier eine wichtige Funkstelle für seine American Marconi Wireless Corporation errichtete, die spätere Marconi–RCA Wireless Receiving Station (deutsch Marconi-RCA-Funkempfangsstation).
Das CMMC steht in Chatham im Bundesstaat Massachusetts am südöstlichen Ende von Cape Cod, einer Halbinsel an der Ostküste der USA, gut hundert Kilometer südöstlich von Boston.

## Geschichte
Unter dem Motto From Marconi’s Spark to Modern Wireless (deutsch „Von Marconis Funken zur modernen Funktechnik“) illustriert das im Jahr 2002 gegründete Chatham Marconi Maritime Center die ereignisreiche Geschichte des mobilen Seefunkdienstes im 20. Jahrhundert und erläutert den innovativen Einfluss der Funktechnik auf Wissenschaft und Technik bis hin zum alltäglichen Leben.
Das CMMC befindet sich in zwei Gebäuden auf einem etwa elf Hektar großen Gelände mit insgesamt zehn Gebäuden. Eines davon ist die ehemalige Funkstelle Marconis. Während ihrer Blütezeit in der ersten Hälfte des 20. Jahrhunderts, insbesondere auch während des Zweiten Weltkriegs, war sie eine der betriebsamsten und wichtigsten Küstenfunkstellen der Vereinigten Staaten und stellte eine bedeutende militärische Einrichtung dar.
Das kürzlich renovierte Wohnhaus, auch als „Hotel Nautilus“ bekannt, ist heute das Bildungszentrum der Anlage, in dem Unterrichtsräume, Ausstellungs- und Veranstaltungsräume sowie Verwaltungsbüros untergebracht sind.

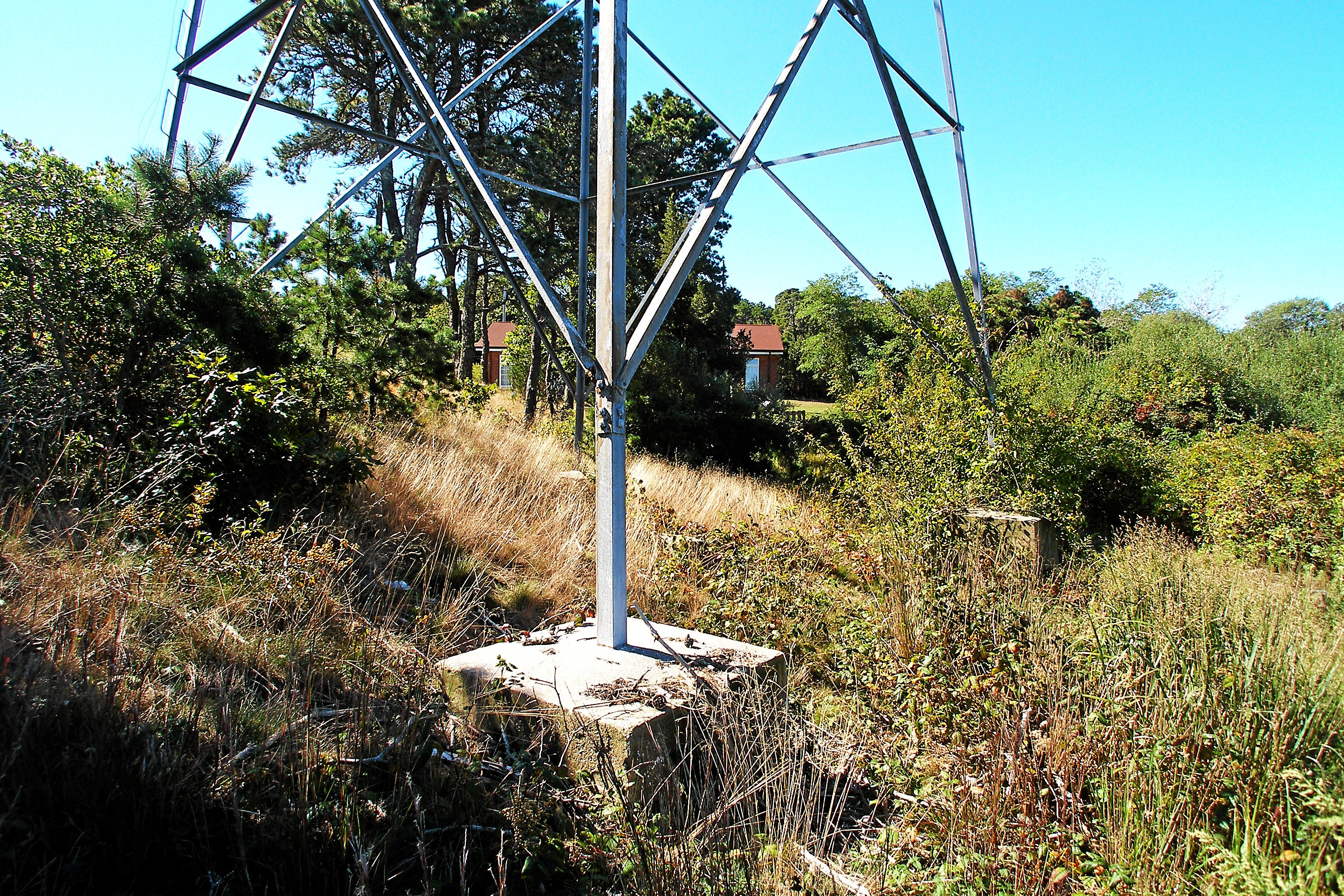
Basis eines Antennenmastes
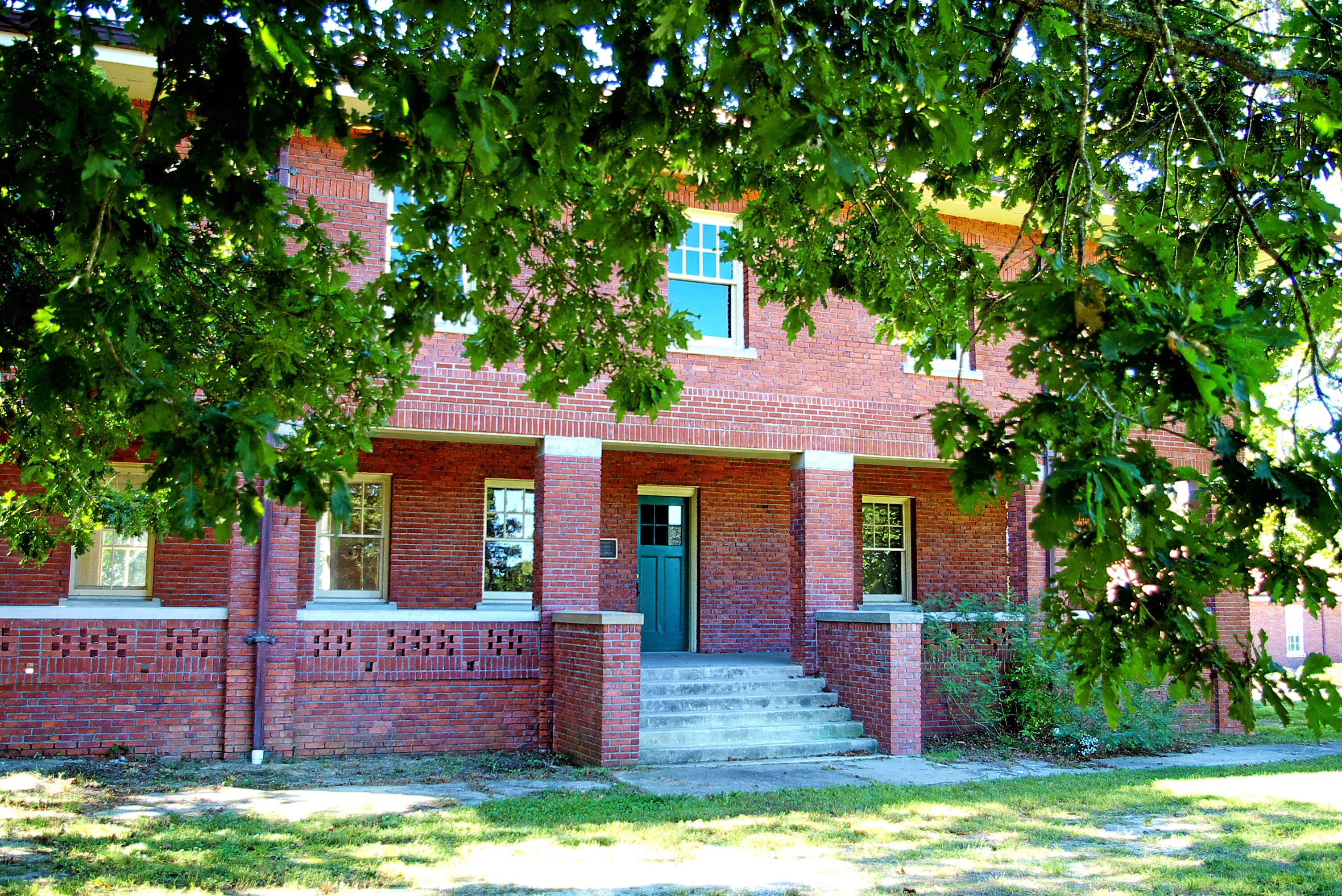
Hotel Nautilus (2012)
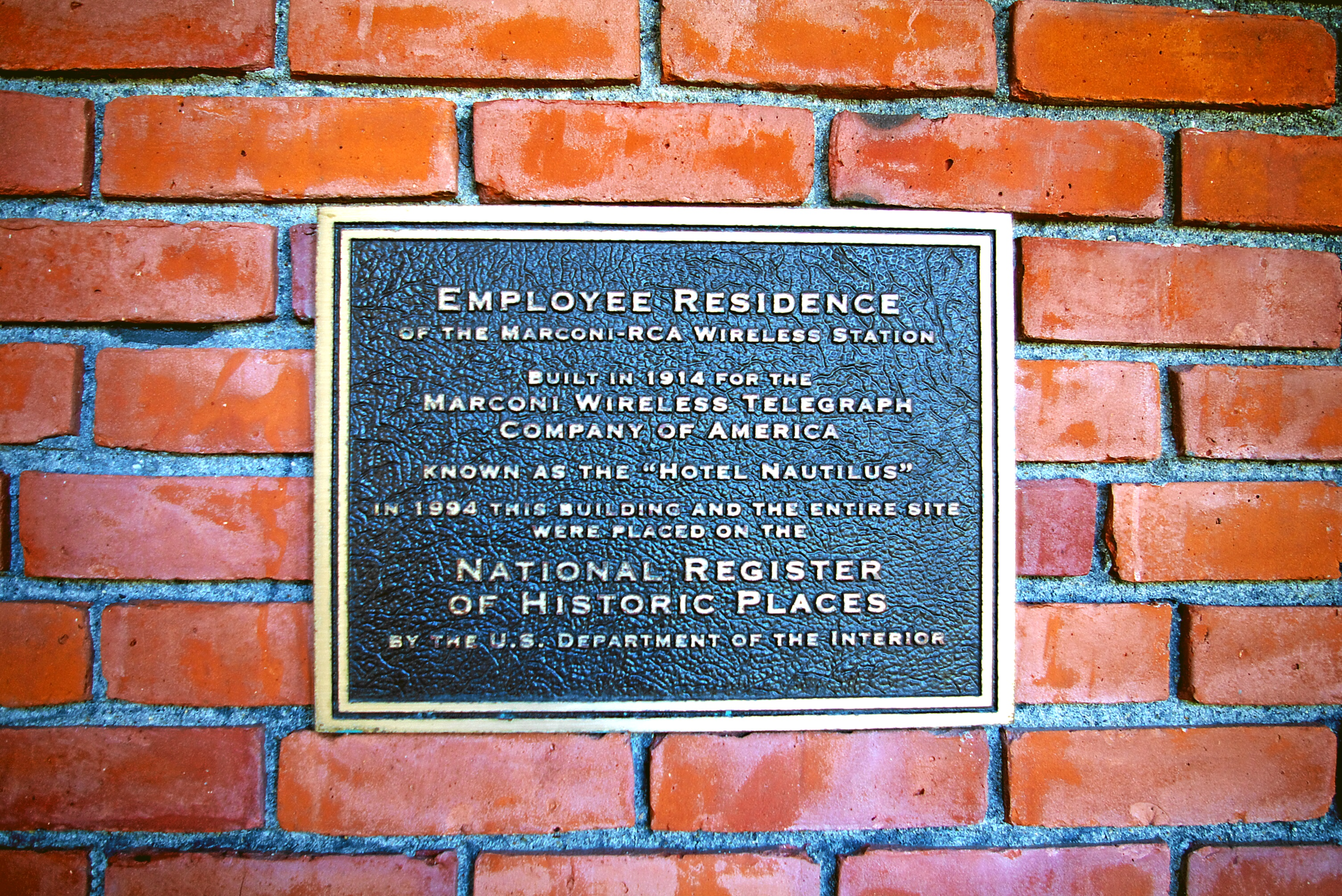
Gedenkplakette